# تریس ادکینز
ماتریس آدکینز (انگلیسی: Trace Adkins؛ زادهٔ ۱۳ ژانویهٔ ۱۹۶۲) یک موسیقی‌دان اهل ایالات متحده آمریکا است. وی از سال ۱۹۹۵ میلادی تاکنون مشغول فعالیت بوده‌است.
از فیلم‌ها یا برنامه‌های تلویزیونی که وی در آن نقش داشته‌است، می‌توان به وکیل لینکلن، انتقام وایات ارپ، ۱۳ دقیقه و هنری پیر اشاره کرد.